# Edwardsiana prunicola
Edwardsiana prunicola är en insektsart som först beskrevs av Edwards 1914.  Edwardsiana prunicola ingår i släktet Edwardsiana och familjen dvärgstritar. Arten är reproducerande i Sverige. Inga underarter finns listade i Catalogue of Life.